# Загреда (Даниловград)
Загреда је насеље у општини Даниловград у Црној Гори. Према попису из 2003. било је 221 становника (према попису из 1991. било је 178 становника).

## Демографија
У насељу Загреда живи 172 пунолетна становника, а просечна старост становништва износи 39,1 година (37,8 код мушкараца и 40,3 код жена). У насељу има 67 домаћинстава, а просечан број чланова по домаћинству је 3,30.
Ово насеље је великим делом насељено Црногорцима (према попису из 2003. године).
|  |

| Демографија | Демографија | Демографија |
| Година      | Становника  | Становника  |
| ----------- | ----------- | ----------- |
|             |             |             |
|             |             |             |
|             |             |             |
|             |             |             |
| 1948.       | 335         |             |
| 1953.       | 374         |             |
| 1961.       | 328         |             |
| 1971.       | 318         |             |
| 1981.       | 288         |             |
| 1991.       | 178         | 172         |
| 2003.       | 221         | 221         |
|             |             |             |

| Етнички састав према попису из 2003.‍ | Етнички састав према попису из 2003.‍ | Етнички састав према попису из 2003.‍ | Етнички састав према попису из 2003.‍ | Етнички састав према попису из 2003.‍ |
| ------------------------------------ | ------------------------------------ | ------------------------------------ | ------------------------------------ | ------------------------------------ |
|                                      |                                      |                                      |                                      |                                      |
| Црногорци                            | Црногорци                            |                                      | 201                                  | 90,95%                               |
| Срби                                 | Срби                                 |                                      | 16                                   | 7,23%                                |
| непознато                            | непознато                            |                                      | 0                                    | 0,0%                                 |

| Година пописа     | 1948. | 1953. | 1961. | 1971. | 1981. | 1991. | 2003. |
| ----------------- | ----- | ----- | ----- | ----- | ----- | ----- | ----- |
| Број домаћинстава | 77    | 83    | 76    | 69    | 70    | 51    | 67    |

| Број чланова      | 1  | 2  | 3 | 4 | 5  | 6 | 7 | 8 | 9 | 10 и више | Просек |
| ----------------- | -- | -- | - | - | -- | - | - | - | - | --------- | ------ |
| Број домаћинстава | 67 | 22 | 6 | 7 | 15 | 6 | 6 | 3 | 0 | 1         | 1      |

| Пол    | Укупно | Неожењен/Неудата | Ожењен/Удата | Удовац/Удовица | Разведен/Разведена | Непознато |
| ------ | ------ | ---------------- | ------------ | -------------- | ------------------ | --------- |
| Мушки  | 94     | 48               | 39           | 6              | 0                  | 1         |
| Женски | 94     | 29               | 39           | 25             | 1                  | 0         |
| УКУПНО | 188    | 77               | 78           | 31             | 1                  | 1         |

| Пол    | Укупно                    | Пољопривреда, лов и шумарство | Рибарство                            | Вађење руде и камена | Прерађивачка индустрија       |
| ------ | ------------------------- | ----------------------------- | ------------------------------------ | -------------------- | ----------------------------- |
| Мушки  | 26                        | 5                             | 0                                    | 0                    | 6                             |
| Женски | 16                        | 4                             | 0                                    | 0                    | 1                             |
| УКУПНО | 42                        | 9                             | 0                                    | 0                    | 7                             |
| Пол    | Производња и снабдевање   | Грађевинарство                | Трговина                             | Хотели и ресторани   | Саобраћај, складиштење и везе |
| Мушки  | 3                         | 0                             | 1                                    | 0                    | 0                             |
| Женски | 1                         | 0                             | 2                                    | 1                    | 0                             |
| УКУПНО | 4                         | 0                             | 3                                    | 1                    | 0                             |
| Пол    | Финансијско посредовање   | Некретнине                    | Државна управа и одбрана             | Образовање           | Здравствени и социјални рад   |
| Мушки  | 0                         | 1                             | 7                                    | 1                    | 0                             |
| Женски | 0                         | 0                             | 2                                    | 0                    | 3                             |
| УКУПНО | 0                         | 1                             | 9                                    | 1                    | 3                             |
| Пол    | Остале услужне активности | Приватна домаћинства          | Екстериторијалне организације и тела | Непознато            | Непознато                     |
| Мушки  | 0                         | 0                             | 0                                    | 2                    | 2                             |
| Женски | 0                         | 0                             | 0                                    | 2                    | 2                             |
| УКУПНО | 0                         | 0                             | 0                                    | 4                    | 4                             |